# Cookie (piosenka NewJeans)
Cookie – piosenka południowokoreańskiej grupy NewJeans, wydana 1 sierpnia 2022 roku przez wytwórnię ADOR. Promowała minialbum New Jeans.

## Historia wydania
22 lipca 2022 roku, NewJeans wydały teledysk do swojego pierwszego singla „Attention”  jako niespodziewane wydanie, bez jakichkolwiek wcześniejszych informacji o zespole. Następnego dnia NewJeans ogłosiły, że wydadzą swój debiutancki minialbum NewJeans 1 sierpnia 2022 roku. Zawierał on cztery utwory, w tym dwa dodatkowe single. Pięć teledysków, z których cztery skupiały się na indywidualnych członkach, zostało wydanych dla drugiego singla „Hype Boy” 23 lipca. 1 sierpnia zespół wydał swój debiutancki minialbum, wraz z teledyskiem do ich trzeciego i ostatniego singla „Cookie”.

## Lista utworów
| Hype Boy | Hype Boy     | Hype Boy           | Hype Boy                  | Hype Boy    | Hype Boy |
| Nr       | Tytuł utworu | Tekst              | Kompozycja                | Aranżacja   | Długość  |
| -------- | ------------ | ------------------ | ------------------------- | ----------- | -------- |
| 1.       | „Cookie”     | Gigi, Ylva Dimberg | Park Jin-su, Ylva Dimberg | Park Jin-su | 3:55     |

## Notowania
| Lista                               | Najwyższa pozycja |
| ----------------------------------- | ----------------- |
| South Korea (Circle)                | 9                 |
| South Korea (Billboard)             | 6                 |
| Global Excl. U.S. (Billboard)       | 198               |
| Japan Heatseekers (Billboard Japan) | 9                 |
| Vietnam (Vietnam Hot 100)           | 9                 |